# Schloss Liebenberg

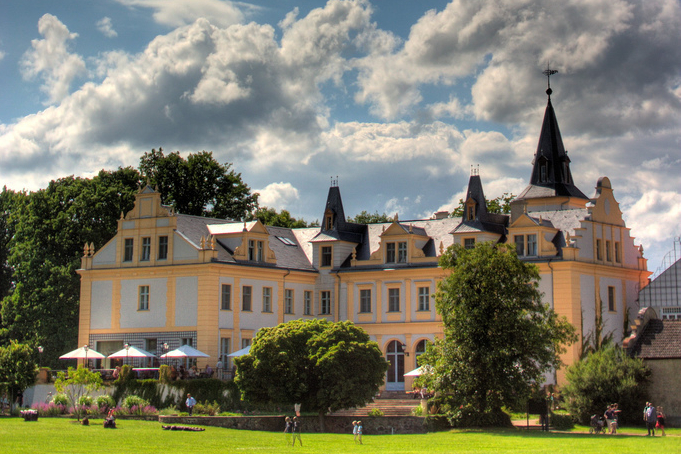
Blick vom Park auf das Herrenhaus

Schloss Liebenberg ist ein ehemaliger Gutshof mit Herrenhaus im Norden des Landes Brandenburg. Die Anlage befindet sich im Ortsteil Liebenberg der Gemeinde Löwenberger Land.

## Geschichte

### Bis zum Ende des Zweiten Weltkrieges

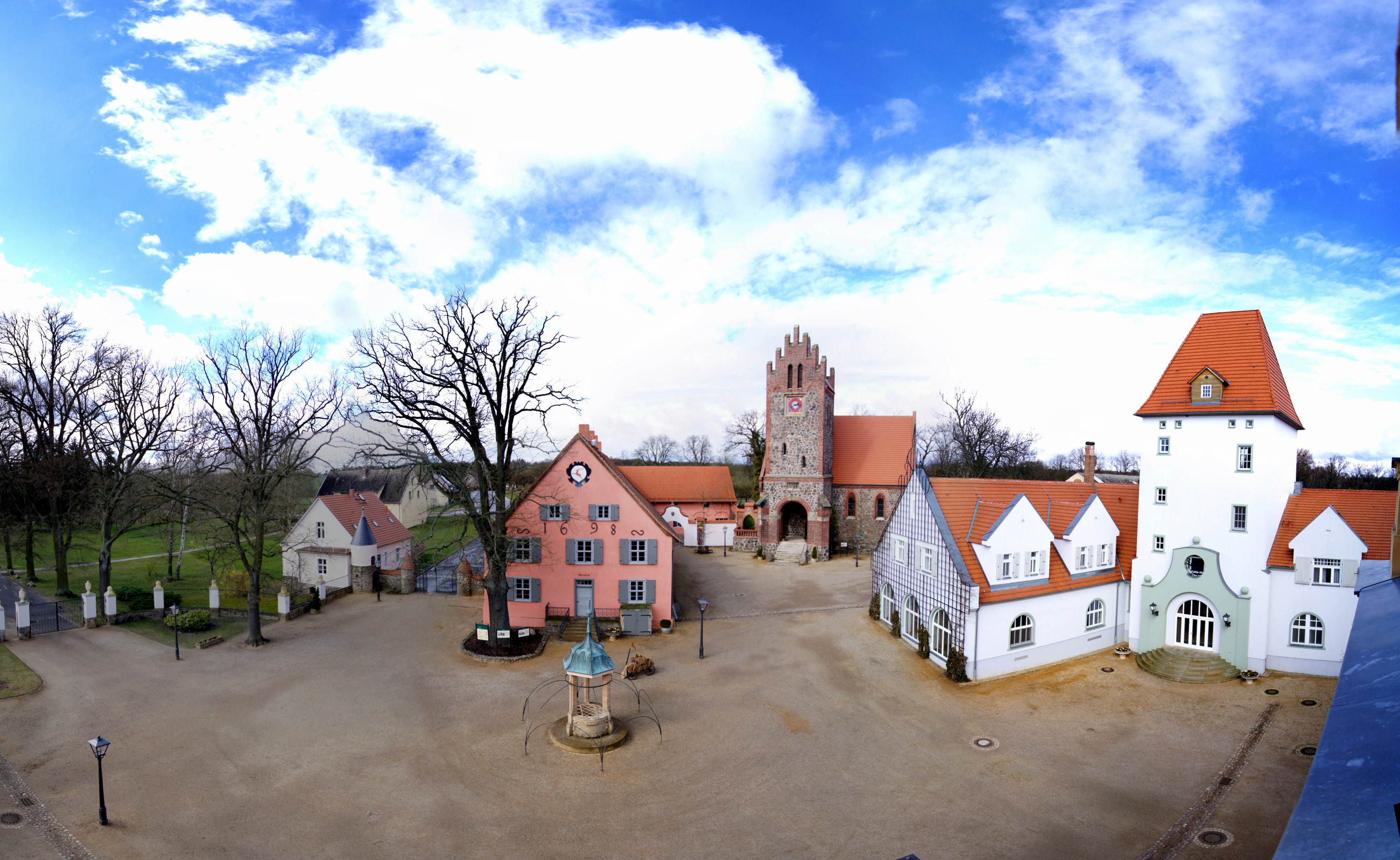
Blick vom Herrenhaus auf die Gutsanlage

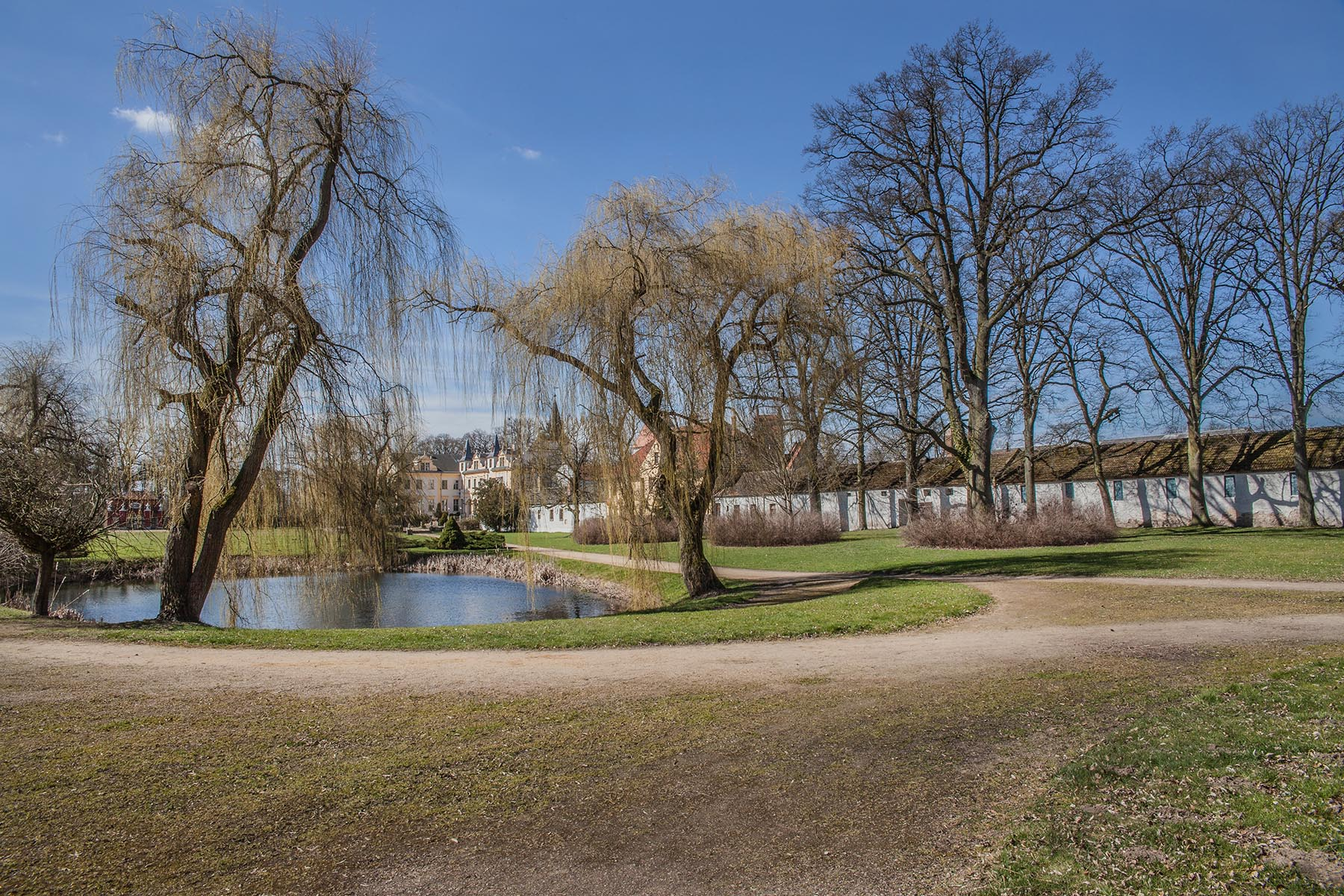
Gutspark

Das Adelsgeschlecht derer von Bredow entwickelte Liebenberg im 16. Jahrhundert zum Rittergut. Seit 1652 führte das klevesche Adelsgeschlecht derer von und zu Hertefeld das Gut zu Wohlstand. Jobst Gerhard von und zu Hertefelds Vater hatte durch gute Beziehungen zum brandenburgischen Kurfürsten Friedrich Wilhelm den Besitz Liebenberg in der Mark Brandenburg erworben und anschließend zum Hauptwohnsitz seiner Familie gemacht. Sein Sohn Jobst Gerhard von Hertefeld zum Kolk erbte darüber hinaus neben dem Stammsitz Haus Hertefeld am Niederrhein die Besitzungen Uedem und Weeze, die Burg Boetzelaer, Hoennepel, Kervenheim und Zelhem (heute zu Bronckhorst). Ein Neffe, Samuel von und zu Hertefeld, wurde von Friedrich I. in den  Freiherrenstand erhoben. Mit Freiherr Karl von und zu Hertefeld starb die Familie 1867 im Mannesstamm aus, so dass der Besitz an seine Großnichte Alexandrine Freiin von Rothkirch-Panthen fiel, die den Grafen Philipp Conrad zu Eulenburg (1820–1889) aus Ostpreußen heiratete, einen Bruder des Staatsministers Friedrich zu Eulenburg. 1867 wurde Alexandrine die Alleinerbin ihres Großonkels Karl Freiherr von und zu Hertefeld, wodurch die Besitzungen in Liebenberg sowie am Niederrhein (Haus Hertefeld und Haus Kolk) an die Grafen und späteren Fürsten zu Eulenburg fielen. Zum Besitz gehörte eine umfangreiche Begüterung, auch Nebengüter in der Region. Nebengüter zu Schloss Liebenberg waren Wulkow und Gühlen. Das Gut in Häsen hatte einen Umfang von 1.958 ha. Das Rittergut Liebenberg hatte 2.045 ha, dazugehörig die Vorwerke Hertefeld und Louisenhof. Des Weiteren waren zur Begüterung Liebenberg zugehörig noch Flächenbesitzungen in der Gemeinde Bergsdorf, gesamt 213 ha.
Der Schlossbau entstand aus einem spätestens ab 1743 errichteten Herrenhaus, das zwischen 1875 und 1906 in historisierendem Stil erweitert wurde. Der ehemalige Barockgarten wurde im 19. Jahrhundert in Anlehnung an Gestaltungsentwürfe von Peter Joseph Lenné zum Landschaftspark mit barocken Elementen überformt. Die Basis für die landwirtschaftliche Nutzung der Umgebung ist seit dem 17. Jahrhundert dem kleveschen Oberjagdmeister Jobst Gerhard von und zu Hertefeld zu verdanken, dessen Leistungen Theodor Fontane im Band Fünf Schlösser der Wanderungen durch die Mark Brandenburg als „epochemachend für die Kulturgeschichte der Mark“ beschrieb.

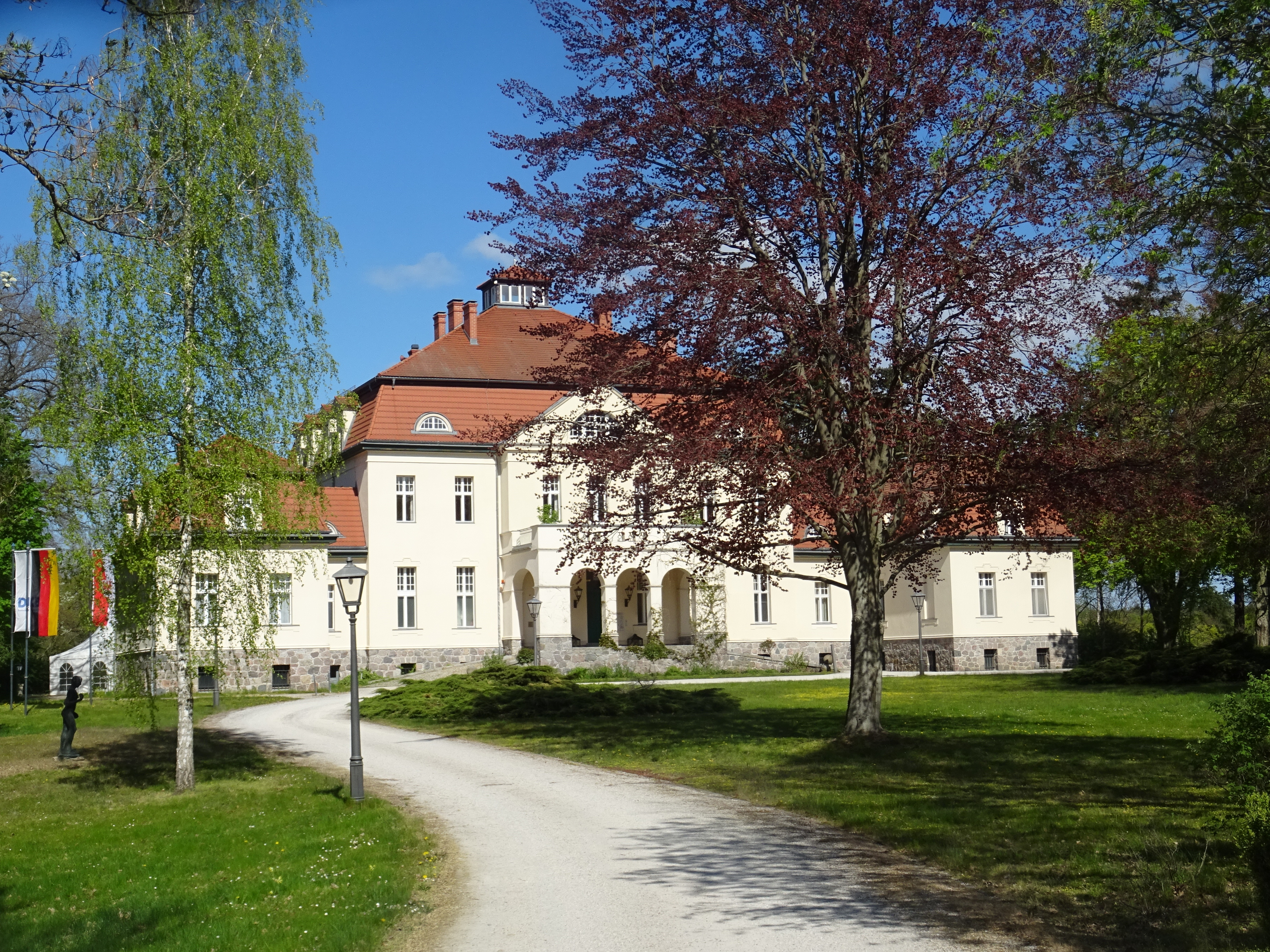
Die Villa Seehaus

Der bekannteste Liebenberger Schlossherr, Philipp Fürst zu Eulenburg und Hertefeld, war Diplomat und enger Vertrauter Kaiser Wilhelms II. In den für ihren Wildreichtum bekannten Liebenberger Wäldern gingen sie gemeinsam zur Jagd (Liebenberger Kreis), bis Eulenburg Opfer einer Kampagne des Journalisten Maximilian Harden wurde, der ihn der Homosexualität bezichtigte (Harden-Eulenburg-Affäre). 1908 erbaute er zusätzlich die Villa Seehaus am Ostufer des Großen Lankesees.
In der NS-Zeit kam Hermann Göring als Gast zum Jagen. Libertas Schulze-Boysen, Enkelin Philipps zu Eulenburg, verbrachte hier ihre Kindheit und heiratete am 16. Juli 1936 in der Schlosskirche Harro Schulze-Boysen. Das Ehepaar gehörte zur Widerstandsgruppe Rote Kapelle.
Vom Herbst 1943 bis zum Frühjahr 1945 war das Kaiser-Wilhelm-Institut für Zellphysiologie unter Leitung des Physiologen Otto Warburg kriegsbedingt in das Seehaus Liebenberg ausgelagert.

### Nachkriegs- und DDR-Zeit
Nach dem Ende des Zweiten Weltkrieges gehörte Liebenberg zur Sowjetischen Besatzungszone. Schloss Liebenberg und das gesamte Gut wurden entschädigungslos enteignet und von der Sowjetischen Militäradministration in Deutschland der Sozialistischen Einheitspartei Deutschlands (SED) zur Versorgung der Parteihochschule „Karl Marx“ übergeben.
Im Schloss entstanden Wohnungen, Lehrlingsunterkünfte, Büros, Lager, ein Friseursalon, eine Arztpraxis und ein Kindergarten. Die Schlosskapelle wurde von der Leitung zum Feiern genutzt. Das Gut hatte als SED-Parteibetrieb die entsprechenden Organisationen in Ost-Berlin zu beliefern.

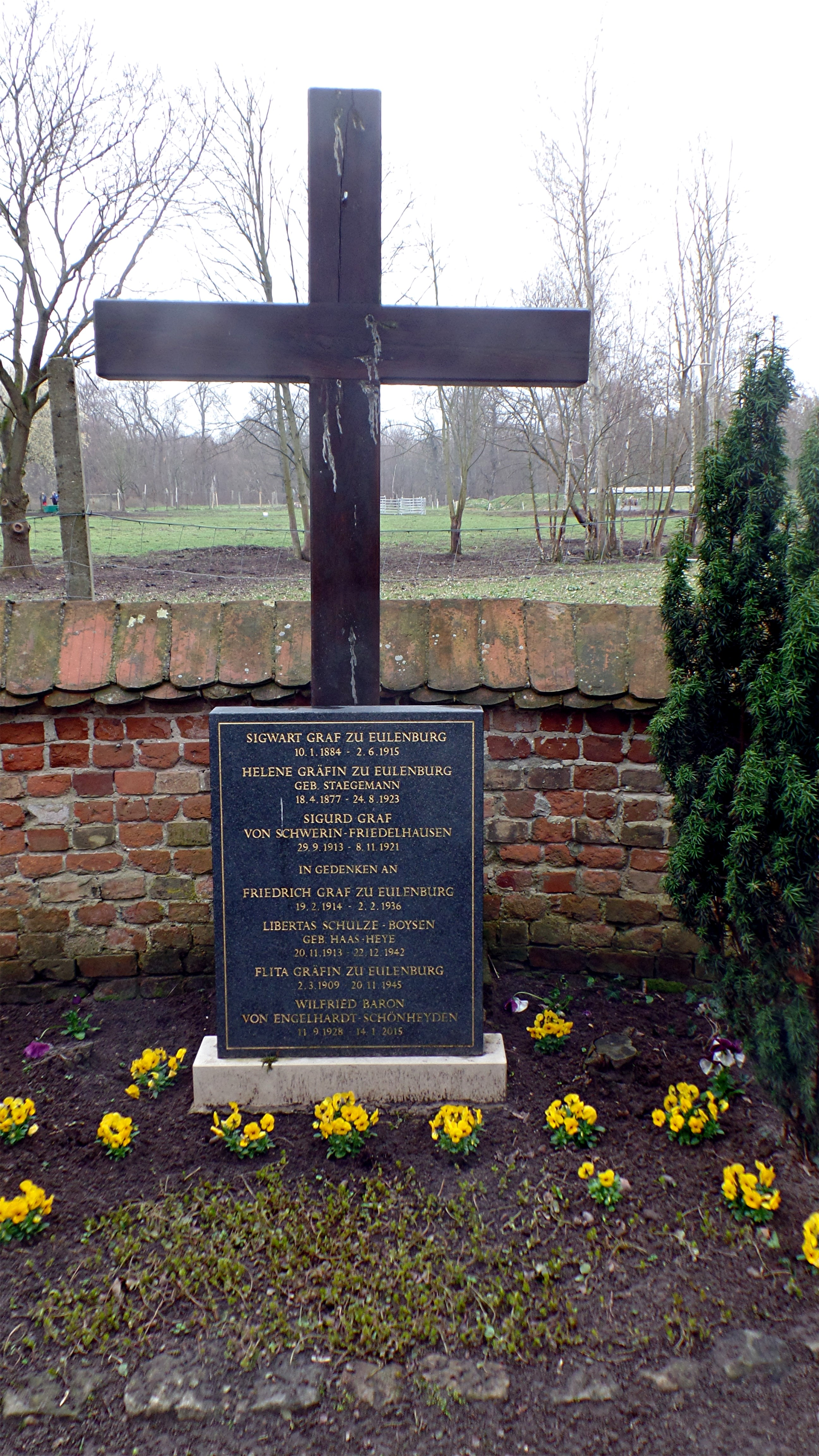
Sigwarts Grab im Schlosspark

Das attraktive Seehaus war seit dem Ende der 1940er-Jahre Sperrgebiet und wurde bewacht. Das Anwesen erhielt eine eigene Strom- und Wasserversorgung und eine direkte Telefonleitung nach Ost-Berlin. Es war Urlaubsstätte des Zentralkomitees der SED und beherbergte unter anderem Wilhelm Pieck, Otto Grotewohl, Walter Ulbricht, einen sowjetischen Botschafter sowie Staatsgäste. Der Liebenberger Forst wurde 1964 zum Staatsjagdgebiet erklärt. In der Ära von Erich Honecker seit 1971 kamen nur noch nachrangige oder ehemalige Mitglieder des Zentralkomitees zum Urlaub in das Seehaus, das von einer Sondereinheit der Deutschen Volkspolizei bewacht wurde.
Im Zuge der Wende und friedlichen Revolution in der DDR zogen Demonstranten im Dezember 1989 vor das Seehaus und forderten Zutritt („Wir wollen rein“, „Wir sind das Volk“), der einer Delegation gewährt wurde.

### Seit der Deutschen Wiedervereinigung
1991 übernahm die Treuhandanstalt das Gut und schrieb es 1996 zum Kauf aus. Die Einwohner Liebenbergs durften die von ihnen bewohnten Häuser erwerben. Um die Jahrtausendwende übernahm die Deutsche Kreditbank (DKB) den verbliebenen Gutsbesitz. Das Schloss wurde ein Hotel und das Seehaus ein Tagungszentrum; auf dem Gut entstanden ein Museum und Hofladen. Die Felder sind an ökologisch wirtschaftenden Landwirtschaftsbetrieb verpachtet. Im Jahr 2005 übernahm die DKB STIFTUNG für gesellschaftliches Engagement das Gut. Sie pflegt es nach den Grundsätzen des Denkmalschutzes. Die DKB STIFTUNG fokussiert sich auf vier Bereiche: Bildung für nachhaltige Entwicklung, kulturelle Bildung und Nachwuchsförderung, Inklusion und Prävention sowie die Pflege und die Vermittlung des kulturellen Erbes von Schloss und Gut Liebenberg. Seit 2009 werden das Hotel Schloss & Gut Liebenberg von ihr und das Jugenddorf am Ruppiner See in Gnewikow als eigenständige Integrationsunternehmen geführt.

## Denkmalschutz
Die Denkmalliste des Landes Brandenburg führt [die] Gutsanlage Liebenberg, bestehend aus Gutshaus („Schloss Liebenberg“) mit Wandbild „Alexanderschlacht“, Jagd- und Waffensaalgebäude, Jägerhäusern, Allee, Kutscherhaus, Inspektorhaus (Speichergebäude), zwei Wohnhäusern („Kastanien- und Gärtnerhaus“), Gasthaus „Zum Roten Hirsch“, zwei Eiskellern, Einfriedung sowie Gutshof mit Schmiede, fünf Ställen und zwei Scheunen. Weiters den Gutspark mitsamt Lintenhaus und Teehaus, einen Fachwerkspeicher, auf dem Gutshof, sowie schließlich „Schloss Seehaus“ mit Wirtschaftsgebäuden, Tor und Teilen der Einfriedung.